# Psiphon
Psiphon은 가상사설망(VPN), 시큐어 셸(SSH), 웹 프록시 등 안전한 통신과 난독화 기술을 사용하는 자유-오픈 소스 인터넷 검열 우회 도구이다. Psiphon은 중앙적으로 관리되는 수천 개의 프록시 서버망이며 성능 지향의 단일, 멀티홉 라우팅 아키텍처를 사용한다.
특히 Psiphon은 인터넷의 적으로 간주되는 국가들의 사용자들을 지원하도록 설계되었다. 코드는 Psiphon사가 개발 및 유지보수하고 있다.

## 같이 보기
- 정보의 자유
- 핵티비즘
- 인터넷 검열